# Natta chionogaster
Natta chionogaster là một loài nhện trong họ Salticidae.
Loài này thuộc chi Natta. Natta chionogaster được Eugène Simon miêu tả năm 1901.